# Mammalodon
Mammalodon – rodzaj wymarłych waleni z rodziny Mammalodontidae, zaliczanych przez naukowców do fiszbinowców, żyjących w późnym oligocenie, około 24 milionów lat temu. Szczątki gatunku typowego, Mammalodon colliveri, odkryto w roku 1932 na terenie Australii. Skamieniałości wskazują na daleko posuniętą ewolucję płetw piersiowych, niepodobnych już do kończyn lądowych przodków wieloryba. Najważniejszą jego cechą była jednak obecność zębów, co odróżnia zwierzę od współczesnych fiszbinowców (nazwa „mammalodon” znaczy dosłownie „ssaczy ząb”). Fakt ten wskazuje na jego pośredni charakter pomiędzy prawaleniami a fiszbinowcami.